# Останкино (бывшее село, Москва)
Останкино — бывшее село, вошедшее в состав Москвы в 1917 году. 
Село находилось на территории современного Останкинского района Северо-Восточного административного округа.

## История
Село Останкино впервые упоминается в 1558 году, в то время оно было известно как сельцо Осташково, принадлежавшее Василию Яковлевичу Щелкалову, одному из выдающихся деятелей конца XVI века.
В Смутное время Осташково подверглось разорению, а местный храм был сожжен. В 1617 году имение начал обустраивать новый владелец — Иван Борисович Черкасский. В 1625—1627 году по его указанию была возведена новая Троицкая церковь.
После смерти Ивана Черкасского усадьба вместе с селом и соседней деревней Марьино оказалась в руках князя Якова Куденетовича Черкасского. При нем в селе жило 39 человек. В 1667 году Останкино перешло по наследству его сыну — князю Михаилу Яковлевичу Черкасскому, при котором в селе появились 55 дворов, а само имение стало одним из самых известных и крупных в Подмосковье. В 1678—1683 годы на средства князя была сооружена каменная Троицкая церковь, которая сохранилась до наших дней. Её возвел простой крепостной каменщик П. С. Потехин, для строительства он использовал белый камень и богато украсил здание кокошниками, арками и поясами-карнизами. Церковь была освящена в июне 1692 года. В 1704 году в Останкине помимо боярской усадьбы и конюшенного двора, насчитывалось 62 двора людей, обслуживающих имение: поваров, слуг, конюхов, садовников.
В 1719 году село получил князь Алексей Михайлович Черкасский, который не мог проводить много времени в усадьбе из-за службы в Петербурге. Однако, в 1731 году он купил соседнее село Ерденево и тем самым увеличил во много раз своё собственное владение.
Дочь Алексея Михайловича вышла замуж в 1743 году за графа Петра Борисовича Шереметева, владельца знаменитой усадьбы Кусково. Так Останкино оказалось в роду Шереметевых. Так как все своё основное время Петр Борисович проводил в Кускове, Останкино для него было лишь хозяйственным имением, где выращивались овощи, фрукты, редкие цветы и деревья.
При его сыне — Николае Петровиче Шереметеве Останкино стало великолепной усадьбой. В 1792 году начались строительные работы, в результате которых имение украсил большой дворец, окруженный парком. Работы вел ученик В. И. Баженова — П. И. Аргунов при помощи крепостных архитекторов. Во дворце центральное место занимал театр, в котором выступали крепостные графа. В этот период усадьба стала центром развлечений московской аристократии. В 1801 году граф женился на своей бывшей крепостной Прасковье Ковалёвой, которая через два года родила ему законного наследника.
После того, как владельцем стал сын Н. П. Шереметьева Дмитрий, усадьба стала приходить в запустение, прекратились гулянья, спектакли и празднования.
К 1830-м годам подмосковное Останкино, наряду с Сокольниками, стало любимым местом «гулянья» московской публики, появились ресторации и торговые палатки. В останкинский парк пускали всех желающих, лишь бы были благопристойно одеты. Шереметевские дворовые начали переоборудовать свои дома и сдавать дачникам. Первоначально дачи арендовали преимущественно актёры московских театров, которые устраивали концерты в саду. По воспоминаниям современника: «Чтобы превратить в дачи свои старые избы, мужики ударились в городьбы. Они надстраивали вторые этажи, выводили на них балкончики, пристраивали наружные лестницы, не жалели коньков и петушков. Но главную заботу составляли террасы. Мужики так привыкли слышать от нанимающих вопрос „А терраса есть?“ — что со свойственною русскому человеку практичностью немедленно начали возводить террасы где ни попало. Балкончик на два человека, во втором этаже, поддерживаемый двумя планками, прибитыми к стене, выдавался за „форменную террасу“. Пол на этой террасе скрипел немилосердно, сквозь щели между его досками проваливались ножки стульев, а дачу всё-таки нанимали».
В конце XIX века владельцы открыли парк для всех желающих, в оранжереях стали выращивать цветы на продажу. Согласно документам, в 1884 году в Останкине, помимо дворца, находились мастерские, магазин, трактир и 92 двора местных жителей.
К юго-востоку от села появился посёлок Ново-Останкино.
В 1917 году село вошло в состав Москвы, а усадьба была определена под опеку Комиссии по охране искусства и старины. В 1919 году здесь открылся государственный музей, который в 1992 году был переименован в московский музей-усадьбу «Останкино». Село Останкино в 1937 году, в столетнюю годовщину гибели А. С. Пушкина, было переименовано в Пушкинское.